# ジョニー大倉
ジョニー 大倉（ジョニー おおくら、1952年〈昭和27年〉9月3日 - 2014年〈平成26年〉11月19日）は、ミュージシャン・俳優。本名：大倉 洋一（おおくら よういち）、韓国名：朴 雲煥（박운환 / パク・ウナン）。神奈川県川崎市出身。在日韓国人2世。血液型AB型。身長172cm、体重67kg（1982年）。

## 来歴・人物
1972年にキャロルを結成し、ミッキー・カーチスのプロデュースでデビュー。キャロルでは、ギターと作詞を担当。矢沢永吉と共に曲作りのコンビを組んで、1973年には「ファンキー・モンキー・ベイビー」などの大ヒット曲を生み出した。1975年にキャロルによる共著『暴力青春』で在日韓国人二世であることを告白する。
同年にキャロルを解散した後は、ソロでの音楽活動を始めるとともに俳優業にも手を広げる。1975年に本名の朴雲煥で、在日韓国人をテーマにした映画『異邦人の河』に主演。1981年に映画『遠雷』で日本アカデミー賞優秀助演男優賞を受賞するなど一定の評価を受けた。1980年代からは個性派の俳優としてヤクザ映画のオリジナルビデオ作品などに出演している。
キャロル在籍中の1973年には1か月失踪。同年から、山本寛斎へのショー出演の演出のために極真空手をキャロルのメンバー全員で習い始め、その後も精神の安定を図るべく空手のトレーニングを行うようになる。
1987年10月、富山市のホテルで7階のベランダの手すりで懸垂中転落し、全治6か月の重傷を負った。泥酔や薬物乱用が疑われたが、後日受けた取材でこれらの原因を否定し、「ベッドの上に立って窓を勢いよく開けたら、すべってそのまま落ちただけ」と語っている。2001年に放送が始まったTBS系列の番組『サンデージャポン』にレポーターとして出演した時には、「不死身のロックンロールジャーナリスト」と自称した。また2004年には窪塚洋介の転落事故に触れ、「彼も僕も（自殺）未遂じゃない。自分もキャロル時代は何かを埋める為に奇行に走っていた」と理解を示した。「あかひげ薬局」の男性イメージキャラクターも務めていた。
1989年 - 1991年、内海利勝、高橋ジョージ、田中清人らとTHE PLEASEを結成。なお、1988年にはPli:z（プリーズ）という同名のバンドがメジャーデビューしている（1992年解散）。
2004年には自叙伝『キャロル夜明け前』を出版し、矢沢永吉との葛藤が話題を呼んだ。この時のレポーターのインタビューで「矢沢永吉の……栄光の全ては認めます……。ただし……キャロルに関しては、いちもつ言いたい事がございます」と話を切り出しジョニーなりの美学を見せた。
2008年12月、公式HPの休止を発表。サイト上には「この日本がこの世界が益々エゴのぶつかり合いを疑わないでやっている」「ボクはまったく、ちぐはぐな今の地球に少々疲れました」「ボクは少しの間、地球を離れます」などと記した。
2009年7月、同年3月に悪性リンパ腫の治療を行ったことを公表。
2010年8月10日、公式サイトを再開。
趣味は焼肉のタレの仕込み。「世界で一番うまい」と自負する。趣味が高じて、2006年には新宿、池袋の焼肉店「キャロル」をプロデュースした（2店舗ともに2009年ごろ閉店）。
2013年6月に肺癌と診断されて余命2週間を宣告された後、抗癌剤治療を経て2014年3月に退院。同年8月に再発し、再入院して治療を続けていたが、2014年11月19日、東京都渋谷区広尾の日本赤十字社医療センターで肺炎により死去。62歳没。

## 家族
俳優・ミュージシャンのケニー大倉と大倉弘也は子息。

## ディスコグラフィー

### シングル

#### レコード
- 「いつになったら / 修理工ブルース」（日本フォノグラム/フィリップス, FS-1836, 1975年8月5日）※映画『異邦人の河』のテーマ
- 「ハイティーン・ガール / 愛なき街角」（日本フォノグラム/フィリップス, FS-1865, 1976年3月25日）
- 「ハイウェイ・サタデイ・ナイト / 川崎リターン・ブルース」（日本フォノグラム/フィリップス, FS-2023, 1976年11月5日）
- ジョニー&ダーリン「恋のまちぼうけ / ダイナマイトに火がついた」（日本フォノグラム/フィリップス, FS-2047, 1977年3月25日）
- ジョニー&ダーリン「恋する気持 / 涙やさしく」（日本フォノグラム/フィリップス, FS-2055, 1977年6月25日）
- 「夕陽に走れ / どうせなら派手に行け」（ビクター/Victor, SV-6555, 1979年3月5日） ※映画『総長の首』主題歌
- ジョニー大倉&バケーション・クラブ「赤道直下 / Made In Love」（ビクター/Victor, SV-6614, 1979年7月25日）
- ジョニー大倉&バケーション・クラブ「熱い太陽 / ロンリー・ロード」（ビクター/Victor, SV-6650, 1979年10月25日）
- ジョニー大倉&バケーション・クラブ「愛をこめて（Why Don't You）/ Black Jack Game」 （ビクター/Victor, SV-6712, 1980年5月21日）
- 「その気になるなは無理だろう / ホットな夢にしてくれ」（ビクター/Victor, SV-7110, 1981年3月25日）
- ジョニー大倉&奥慶一「THE GOOD BAD GIRL / THE GOOD BAD GIRL II」 （ビクター/Victor, SV-7295, 1983年7月25日）
- ジョニー大倉&ベイ・ジャンク外人部隊「JUNK CITY / チャイナ・タウン物語（）」』（徳間音工/CLIMAX, CMA-2042, 1983年9月25日）
- ジョニー大倉&ベイ・ジャンク外人部隊「SHOW TIME / HERE I COME」（徳間音工/CLIMAX, CMA-2049, 1983年12月5日）
- 「今宵はパラダイス / DEAR MY FRIEND」（テイチク/BAIDIS, 07BA-2, 1987年12月5日） ※山一證券 中期国債ファンドCFイメージソング

#### CD 8cmシングル
- THE PLEASE「BOADERLESS / PEACE VOICE」（徳間ジャパン/meldac, MEDR-8003, 1989年9月5日）
- THE PLEASE「そよ風の予感 / ジレンマ / 季節はずれのハリケーン」（徳間ジャパン/meldac, MEDR-10005, 1991年6月5日） ※メナードフェアルーセントCFソング

#### CD マキシシングル
- 「My Name Is Rock A Billian」（NEXT STAGE JAPAN, NSJ-an0302, 2003年2月28日）
- 「4.13 KAWASAKI RETURN BLUES」（THE★GALAXY RECORDS MK2, GRCS-0501, 2005年4月13日）
- 「悲しみのキャンドル / BABY BLUE / BABY BLUE (acoustic version)」（Webkoo, WKCL-7011, 2007年10月24日）
- 「東北ピープル」 （NEXT STAGE JAPAN, NSJ-J001, 2011年8月11日） ※4カ国語（日本語/英語/韓国語/中国語）バージョン収録

### アルバム
- 『JOHNNY COOL』（日本フォノグラム/フィリップス, FX-6050, 1976年3月25日）
- 『JOHNNY WILD』（日本フォノグラム/フィリップス, FX-6060, 1976年11月5日）
- ジョニー&ダーリン『トラブル・メーカー』（日本フォノグラム/フィリップス, S-7008, 1977年4月25日）
- ジョニー&ダーリン『ポップン・ロール・コレクション』（日本フォノグラム/フィリップス, S-7017, 1977年6月25日）
- ジョニー&ダーリン『ロックン・ロール・ドキュメント'77』（日本フォノグラム/フィリップス, S-5006 - 7, 1977年11月5日） ※ライブ盤
- 『GOING MY WAY』（ビクター/Victor, SJX-20110, 1978年2月25日）
- ジョニー大倉&バケーション・クラブ『MARINE BLUE EXPRESS』（ビクター/Victor, SJX-20154, 1979年9月5日）
- 『BLACK JACK GAME』（ビクター/Victor, SJX-20190, 1980年4月21日）
- 『DJが眠った後で』（ビクター/Victor, SJX-30068, 1981年5月21日）
- ジョニー大倉&ベイ・ジャンク外人部隊『チャイナ・タウンから来た男　A MAN FROM CHINA TOWN』（徳間音工/CLIMAX, CMC-1008, 1983年4月25日）
- 『I・ME・目眩』（テイチク/BAIDIS, LP:28BA-3, CD:30CH-270, 1987年12月5日）
- THE PLEASE『THE PLEASE』 （徳間ジャパン/meldac, 15MD-1, 1989年10月21日）*ミニ・アルバム
- THE PLEASE『リーゼント夜明け前』 （徳間ジャパン/meldac, MECR-28001, 1990年1月21日）
- THE PLEASE『CHOICE』 （徳間ジャパン/meldac, MECR-28006, 1990年9月5日）
- THE PLEASE『NEUTRAL』（徳間ジャパン/ meldac, MECR-30013, 1991年3月13日）
- 『HEY MAMA ROCK & ROLL』 （Webkoo, WKCL-3028, 2006年12月13日）*セルフ・カヴァー
- 『JOHNNY IN BLUE』 （Webkoo, WKCL-3030, 2007年1月24日）*  CD+DVD
- 『抱いて抱いて抱いて!』（Bellwood, BZCS-1076, 2010年9月15日）
- 『Darling, Hold Me Tight! 〜抱いて抱いて抱いて! Special Edition』（ヴィヴィド・サウンド, VSCD-3133/4, 2014年9月10日）*2010年のアルバムに、2010年4月13日銀座TACTでのライヴ盤を加えた2枚組
- 『REMEMBER CAROL BY JOHNNY』 （ヴィヴィド・サウンド, VSCD-3391, 2013年1月16日）*セルフ・カヴァー

### ベストアルバム
- ロックン・ロール・ドキュメント'77（ユニバーサルミュージック合同会社・2024年11月20日)
- ポップン・ロール・コレクション（ユニバーサルミュージック合同会社・2024年11月20日)
- ジョニー大倉 ゴールデン☆ベスト [通常盤]（ユニバーサルミュージック合同会社・2024年3月20日）

- Johnny Okura『気になる男 〜ジョニー・ベスト』 （日本フォノグラム/フィリップス, 16Y-16, 1978年8月25日）
- 『Johnny Mild』 （ビクター/Victor, SJX-30033, 1980年11月21日）
- THE PLEASE『THE PLEASE 1989〜1991』 （徳間ジャパン/meldac, MECR-25039, 1993年8月21日）
- 『JOHNNY ROCK'N'ROLL』 （KADOKAWA/メディアファクトリー, 2014年12月24日） ※ジョニー大倉ソロデビュー40周年記念スペシャルBOXセット

### DVD
- 『Johnny in Blue ジョニー大倉 LIVE IN 京大 西部講堂 2006』（Webkoo, WKBL-1004, 2007年2月21日）

## 出演作品

### 映画
- 番格ロック（1973年、東映東京） - キャロル
- キャロル（1974年、ATG）※ドキュメンタリー
- 異邦人の河（1975年、緑豆社） - 李史礼
- 総長の首（1979年、東映） - 金井鉄男
- 月光仮面（1981年、日本ヘラルド映画） - トミー・チン
- 遠雷（1981年、ATG他） - 中森広次
- 悪魔の部屋（1982年、にっかつ） - 中戸川不時
- 戦場のメリークリスマス（1983年、松竹富士） - カネモト
- 愛情物語（1984年、東映） - 中山
- チ・ン・ピ・ラ（1984年、東宝） - 梅沢道夫
- 想い出のアン（1984年、共同映画） - 雀高原
- CHECKERS IN TAN TAN たぬき（1985年、東宝） - 冬木洋介
- 野蛮人のように（1985年、東映） - 地下鉄駅員
- 魔性の香り（1985年、にっかつ）
- キャバレー（1986年、東宝） - 中村
- ハワイアン・ドリーム（1987年、東宝） - 山際翔史
- 塀の中のプレイボール（1987年、松竹） - 加納侠道
- 疵（1988年、東映） - 松田邦雄（安藤組大幹部）
- 螢（1989年、東映） - 楠原
- ゴールドラッシュ（1990年、東映） - 竹田
- 3-4X10月（1990年、松竹） - 南坂（沖縄連合幹部）
- ハロー張りネズミ（1991年、大映）
- 極道戦争 武闘派（1991年、東映） - 鶴木次郎（鶴木組組長）
- 修羅の伝説（1992年、東映） - ヒットマン
- 爆走トラッカー軍団（1994年、ケイエスエス） - 藤崎竜一
- 日本極道史 野望の軍団（1999年、GPミュージアム） - 山辰組若頭 武藤建夫
- 劇場版 首領への道（2003年、シネマ・クロッキオ） - 島田組 野川勝也
- すてごろ 梶原三兄弟激動昭和史（2003年、GPミュージアム）
- 悪 WARU（2006年、真樹プロダクション）

### テレビドラマ
- 新・夜明けの刑事 第3話「先生をいじめるヤツは許せない!」（1977年、TBS / 大映テレビ）
- 駆け込みビル7号室（1979年、CX / 三船プロ） ※主題歌を担当
- Gメン'75（TBS / 東映）
  - 第222話「大暴走! バスジャック」・第223話「バスジャック対四人の狙撃者」（1979年） - 北川清治
  - 第227話「Gメン対香港の人喰い虎」・第228話「Gメン対香港の人喰い虎 PART2」（1979年） - 島谷邦彦
- 騎馬奉行 第22話「鬼が帰ってきた」（1980年、KTV / 東映） - 銀次
- 大激闘 マッドポリス'80 第3話「狙撃者を撃て」（1980年、NTV / 東映） - 古賀礼次
- 金曜ドラマ 幸福（1980年、TBS） - 菊本正春
- 山口百恵引退記念ドラマ「赤い死線」（1980年、TBS / 大映テレビ） - トオル
- プロハンター 第8話「夜を探せ」（1981年、NTV / セントラル・アーツ）
- 警視庁殺人課 第8話「空中に舞う3億円」（1981年、ANB / 東映）
- 立花登 青春手控え 第16話「ならず者」（1982年、NHK）
- ドラマ人間模様「街」若者たちは今（1982年、NHK）
- 銀河テレビ小説（NHK）
  - 「かぐわしき日々の歌」（1983年） - 吉岡卓次
  - まんだら屋の良太（1986年） - 平山時次郎
- 木曜ゴールデンドラマ（YTV）
  - 赤い妄執（1983年10月20日）
  - 赤い罠（1985年6月6日）
- 火曜サスペンス劇場（NTV）
  - 蜜の香りは苦く（1984年）
  - ある少女の犯罪　私は女!!（1985年）
  - 誰かが見ている（1986年、東京映画新社） - 伊丹卓　※5周年記念作品
  - 私の青春売ります（1988年、キネマ旬報社）
- 安寿子の靴（1984年10月13日、NHK） - 工藤
- 特捜最前線 第357話「OL・疑惑の完全犯罪!」（1984年、ANB / 東映） - 吉井勉
- 西部警察 PART-III 第46話「冬の軍団長」（1984年、ANB / 石原プロ） - 香川公平
- 金曜劇場「真夜中の匂い」（1984年、CX）
- 流れ星佐吉 第15話「昔なじみは大悪党」（1984年、KTV / 松竹）
- ザ・サスペンス 陰の告発者（1984年、TBS）
- 土曜ワイド劇場 炎の中の美女 江戸川乱歩の三角館の恐怖（1984年、ANB） - 鳩野信夫
- スーパーポリス 第5話「ビバリーヒルズコップ現わる!!」（1985年、TBS / 東映）
- 木曜ドラマストリート / 三姉妹探偵団（1986年、CX）
- 東芝日曜劇場 / マイ・ブルー・ヘブン（1986年、TBS）
- 武蔵坊弁慶（1986年、NHK） - 伊勢三郎
- 大河ドラマ / 武田信玄（1988年、NHK） - 鎌田長門守
- 南部鼻まがり（1989年、NHK） ※主演
- ヘイ!あがり一丁（1989年、CX）
- 鬼平犯科帳（CX / 松竹） - 高木軍兵衛
  - 第1シリーズ 第23話「用心棒」（1990年）
  - 第7シリーズ「二人女房」（1997年）
- 世にも奇妙な物語 / 恐怖の手触り（1990年、CX）
- 月曜・女のサスペンス / 羽衣伝説殺人事件（1990年、TX）
- 江戸中町奉行所 第1シリーズ 第9話「おかめの涙」（1990年、TX）
- 現代推理サスペンス  / 遅すぎた男（1991年、KTV）
- 金田一耕助の傑作推理 / 八つ墓村（1991年、TBS / 東阪企画） - 多治見要蔵 / 久弥（二役）
- 怪談 KWAIDAN「耳なし芳一」（1992年、CX）
- 夏樹静子シリーズ「幻の罠」（1996年、CX）

### Vシネマ
- 獣のように（1990年、東映ビデオ） - 桂木源一
- 爆走トラッカー軍団 シリーズ（1992年 - 1994年、ケイエスエス） - 藤崎竜一
- 銀玉命!銀次郎 シリーズ（1993年 - 1994年、タキコーポレーション） - 主演・銀次郎
- けんか屋 伝説の裏ケンカ師!無敗伝説（1994年、徳間ジャパンコミュニケーションズ） - 主演・三沢
- ミナミの遊侠伝 なんぼのもんやねん（1994年、ケイエスエス）
- XX ダブルエックス 美しき狩人（1994年、東映ビデオ）- 伊東
- 仁義 シリーズ
- 日本極道史 仁義絶叫3 仁義関東嵐（1999年、シネマパラダイス）- 興亜会理事 長本良作
- 日本極道史 誇りなき戦い（1999年、タキコーポレーション）
- 本気! 16 報復編（2000年、徳間ジャパンコミュニケーションズ）
- 傷だらけの仁義 （2000年） - 双葉会幹事長 徳光虎夫
- 的中王 無敵のWAVE理論（2000年） - ヤクさん(刑事)
- 首領への道12（2000年、GPミュージアム）- 浦井友視
- 愚連隊の神様 万寿十一伝説 紅蓮（2002年、竹書房）
- 実録・北陸やくざ戦争（2002年、GPミュージアム） - 権藤組舎弟 天水会会長 水田嘉男
- 実録・柳川組 大阪戦争百人斬り（2002年、タキコーポレーション / 真樹プロ）
- 実録・瀬戸内やくざ戦争 伊予路水滸伝（2003年、GPミュージアム） - 二代目大日本昭和会 剛誠会本部長 片戸久二男
- 実録・北海道やくざ戦争 北海の晩歌（2003年、GPミュージアム） - 旭川関根会初代分家斉藤組組長 斉藤茂造
- 実録・関東やくざ戦争2 修羅の代紋（2004年、GPミュージアム） - 五代目山王会但馬組幹部 志村大輔
- 実録・広島極道抗争 佐々木哲夫の生涯（2006年） - 山村組組長
  - 実録・広島極道抗争 佐々木哲夫の生涯 完結篇（2006年） - 山村組組長
- ビジネスマン必勝講座 ヤクザに学ぶカリスマ性（2008年）実例1「超武闘派X親分の人材育成術」 - X組長

### 吹き替え
- マッドマックス2：ブルース・スペンス ※1984年『ゴールデン洋画劇場』版

### バラエティ
- クイズ☆タレント名鑑

### CM
- [MPG]「ドリンクていれ」

## タイアップ
- 『実録・暴走族』シリーズテーマ曲「Saturday Night Angel」作詞・作曲・歌：ジョニー大倉 / 編曲 / 平田謙吾
  - 『実録・暴走族 スペクター』挿入歌「Baby Blue」作詞・作曲・歌：ジョニー大倉 / 編曲 / 平田謙吾
  - 『実録・暴走族 ルート20』『実録・暴走族 日韓連合 小さな巨人 野山榮澤』挿入歌「恋の苦手なテディ・ボーイ」作詞・作曲・歌：ジョニー大倉 / 編曲 / 平田謙吾
  - 『実録・暴走族 ブラックエンペラー暴走伝説 下北沢総本部』『実録・暴走族 最後のギャング 関東連合ブラックエンペラー五代目』挿入歌「恋の苦手なテディ・ボーイ」「Do You」「Baby Blue」作詞・作曲・歌：ジョニー大倉 / 編曲 / 平田謙吾
  - 『実録・暴走族 ブラックエンペラーレディース』挿入歌「Baby Blue」作詞・作曲・歌：ジョニー大倉 / 編曲 / 平田謙吾